# The Audience
The Audience war eine Rockband aus Hersbruck bei Nürnberg. Ihre Musik ist eine Mischung aus Punk, Disco, New Wave und Pop.

## Geschichte
The Audience wurde 2003 gegründet. Die ersten Auftritte absolvierte die Band im Vorprogramm von The Robocop Kraus. Ebenfalls 2003 erschien mit der EP The Audience die erste Veröffentlichung der Band. Das Debütalbum Celluloid erschien 2007 bei Hazelwood Vinyl Plastics. Es folgten Konzerte und Auftritte auf Musikfestivals in Deutschland, Frankreich, Österreich, Schweiz, Norwegen, Italien und den Niederlanden. The Audience trat als Vorbands von The Kooks, The Wombats, Blood Red Shoes, And You Will Know Us By The Trail Of Dead, The (International) Noise Conspiracy, Turbostaat und The Robocop Kraus auf. Ende 2008 erschien das zweite Studioalbum Dancers and Architects.
Am 22. Juli 2009 beschloss der Stadtrat der Stadt Nürnberg, der Band im Rahmen des Kulturpreis der Stadt Nürnberg ein mit 2.500 Euro dotiertes „Nürnberg-Stipendium“ zu verleihen. Das dritte Studioalbum Hearts (Hazelwood/Avantpop) erschien im April 2012.
Nachdem Johannes Preiß seinen Ausstieg aus der Band bekanntgab, löste sich The Audience im Jahr 2012 auf. Ihr letztes Konzert spielte die Band am 29. Dezember im Muffatwerk in München.
Sänger Bernd Pflaum machte anschließend solo unter dem Namen „Bird Berlin“ experimentelle Pop-/Discomusik und konnte damit deutschlandweit noch einige Aufmerksamkeit erhalten.

## Diskografie
- 2003: The Audience (EP)
- 2007: Celluloid (Album, Hazelwood / Rewika)
- 2008: Dancers and Architects (Album, Hazelwood / Rewika)
- 2008: Christine (Single, Rewika)
- 2012: Hearts (Album, Hazelwood)